# Тропарь, Иван Михайлович
Тропарь, Иван Михайлович (? — 21 сентября 1393, Тропарёво) — митрополичий боярин, дипломат, родоначальник фамилии Тропарёвых и первый зафиксированный владелец села Тропарёво.

## Биография
По имеющимся данным, боярин являлся греком по происхождению. Существует версия, согласно которой он является потомком наречённого митрополита Михаила. Будучи митрополичим боярином, первоначально служил у митрополита Алексия, позднее — Киприана. 18 августа 1357 года началась поездка Алексия в Орду с целью исцеления ханши Тайдулы, во время которой Иван Михайлович сопровождал его и принимал участие в исцелении, за что после её выздоровления был награждён грамотой, освобождающей от выплат пошлин татарским данщикам. Согласно версии историка Степана Веселовского, он был доверенным лицом серпуховского князя Владимира Андреевича.
Являясь одним из первых профессиональных дипломатов, в 1372 году, вместе с другими боярами, представлял Москву на подписании мирного договора с княжеством Литовским в Любутске, по причине чего был упомянут в грамоте о перемирии. Кроме того, имеются предположения, что Иван Михайлович Тропарь принимал участие в написании этого документа, после чего подписался от имени Андрея Критского — автора первых тропарей, благодаря чему и получил данное прозвище. За заслуги ему была передана во владение вотчина с селом, где, исходя из Троицкой летописи, он был похоронен 21 сентября 1393 года на погосте церкви Архистратига Михаила в родном селе.